# Mikrospiegelaktor
Ein Mikrospiegelaktor (englisch Digital Micromirror Device, abgekürzt DMD) ist ein mikroelektromechanisches Bauelement zur dynamischen Modulation von Licht. Durch den miniaturisierten Aufbau und die elektrischen, mechanischen und optischen Eigenschaften gehört er zur Gruppe der MEMS bzw. MOEMS. Eine verbreitete Anwendung ist etwa die Bildprojektion in Beamern, speziell den DLP-Projektoren.

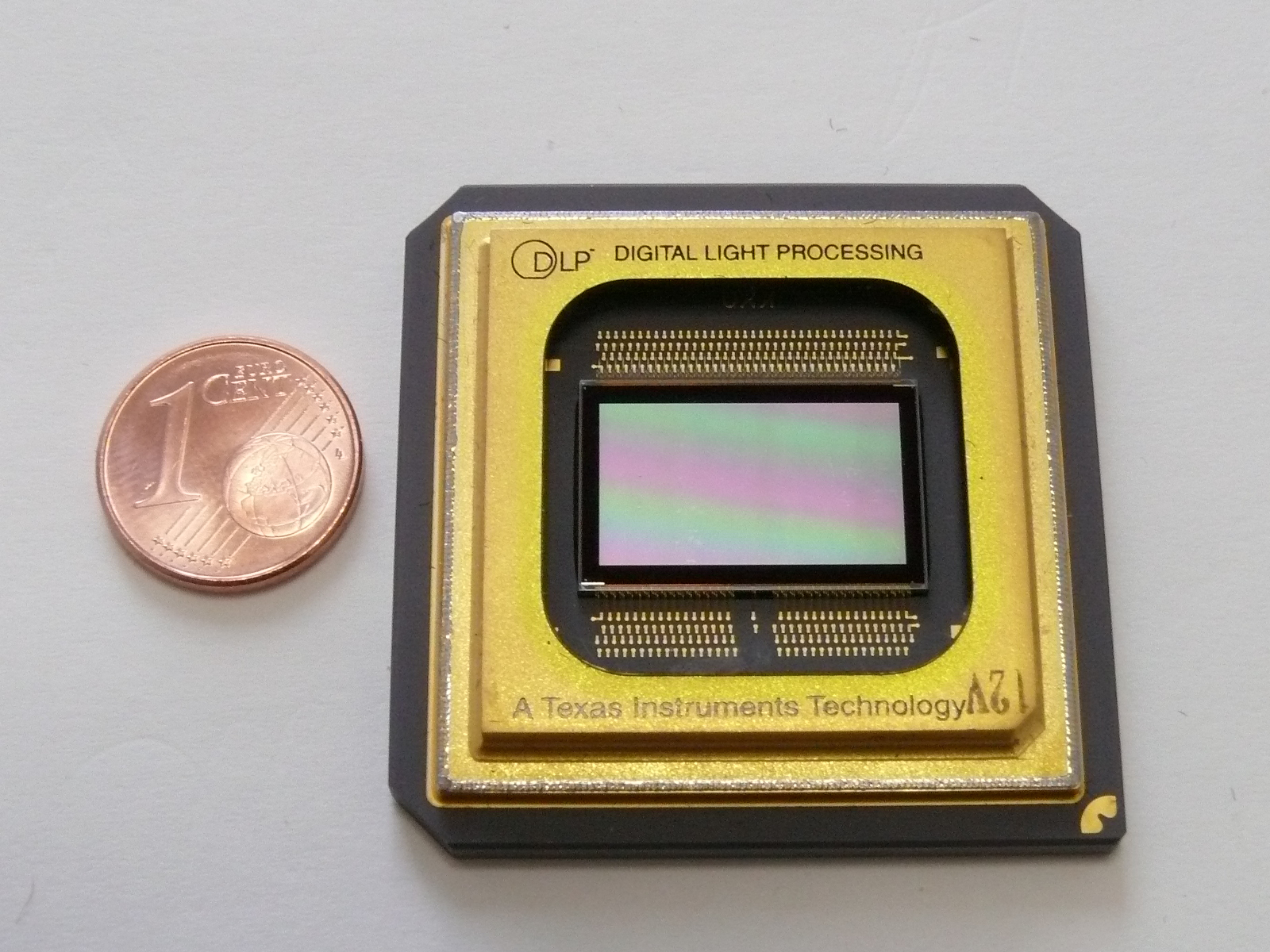
Mikrospiegelarray (Digital Micromirror Device, kurz DMD) von Texas Instruments

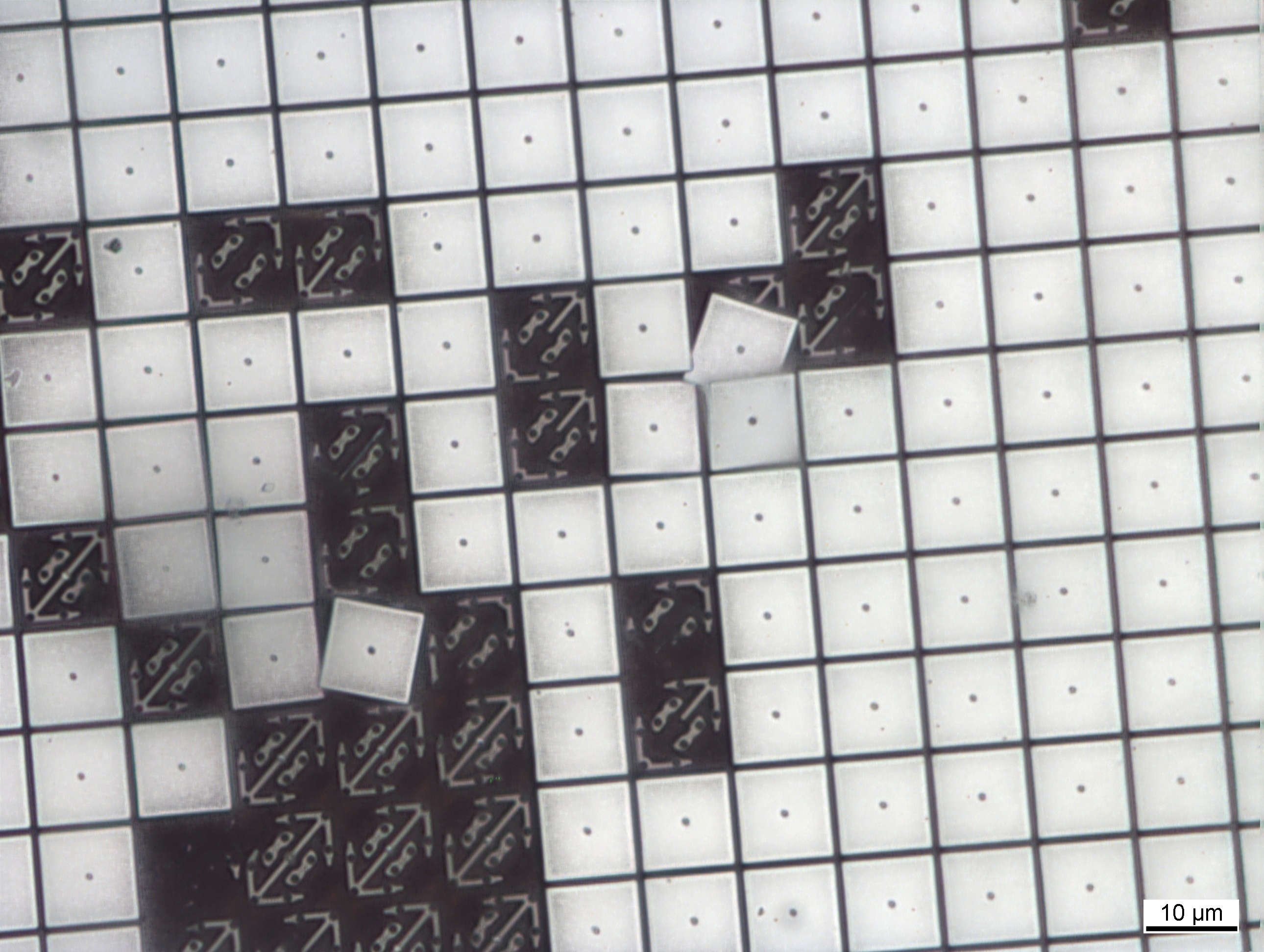
Ausschnitt aus einem defekten DLP-Chip eines Acer P1265 (1024 × 768). Jeder Mikrospiegel entspricht einem Pixel.

## Typen
Es wird bei Mikrospiegelaktoren zwischen sogenannten Mikroscannern (englisch microscanner, oder auch scanning micromirror) und Flächenlichtmodulatoren (englisch spatial light modulator, SLM) unterschieden.
- Bei Mikroscannern erfolgt die Modulation eines Strahlenbündels an einem kontinuierlich bewegten Einzelspiegel. Licht kann streifend über eine Projektionsfläche geführt bzw. „gescannt“ werden. Einsatz finden Mikroscanner in Projektionsdisplays, Barcodescannern, Endoskopie, der Spektroskopie und vielen Anwendungen mehr.
- Bei Flächenlichtmodulatoren erfolgt die Modulation des Lichtes über eine Spiegelmatrix. Die einzelnen Spiegel nehmen im Zeitverlauf diskrete Auslenkungen an. Hierdurch wird die Ablenkung von Teilstrahlen bzw. eine phasenschiebende Wirkung erzielt. Mithilfe einer matrixförmigen Anordnung können Mikrospiegelaktoren das Licht einer starken Lichtquelle so ablenken, dass ein Bild projiziert wird. Beispiele für Flächenlichtmodulatoren sind das Digital Micromirror Device (DMD), welche die technologische Basis von Produkten wie Digital Light Processing (DLP) darstellen. DLPs, eine Marke von Texas Instruments (TI), werden unter anderem in Kinos mit digitalen Filmprojektoren eingesetzt. Erste DMDs wurden 1987 bei TI von Larry Hornbeck und William Ed Nelson entwickelt.[1][2]

## Prinzip

Prinzipielle Funktionsweise der Lichtablenkung eines Mikrospiegelaktors.

Die Mikrospiegelaktoren bestehen in der Regel aus matrixförmig angeordneten Einzelelementen, bei dem der einzelne Mikrospiegel aus einer verkippbaren spiegelnden Fläche mit einer Kantenlänge von wenigen Mikrometern besteht; die Mikrospiegel auf einem handelsüblichen DMD-Chip besitzen beispielsweise eine Kantenlänge von etwa 16 µm und sind damit schmaler als ein Fünftel der Breite eines menschlichen Haares. Die Bewegung wird in handelsüblichen Systemen durch die Kraftwirkung elektrostatischer Felder hervorgerufen. Jeder Mikrospiegel lässt sich in seinem Winkel einzeln verstellen und besitzt in der Regel zwei stabile Endzustände, zwischen denen er innerhalb einer Sekunde bis zu 5000-mal wechseln kann. Die einzelnen Pixel kennen also nur die Zustände „Licht“ oder „kein Licht“; Helligkeitsstufen werden per PWM dargestellt, also indem man die Spiegel mehr oder weniger oft hell schaltet.
Aufwendigere Geräte nutzen für jede der drei Grundfarben einen eigenen Mikrospiegel; in typischen Heimkinogeräten zeigt ein Mikrospiegel sequentiell die RGB-Farbauszüge. Ein vor dem Spiegel rotierendes Farbrad färbt die Auszüge wie gefordert ein – viele Zuschauer nehmen dies als Farbflackern und Regenbogenkanten im Bild störend wahr.

## Anwendungen
Die Technologie wird seit längerem bei DLP-Projektoren (unter anderem für besonders leistungsfähige Videoprojektoren) und Rückprojektionsbildschirmen verwendet. Des Weiteren können sie für 2D-Scanner-Spiegel (beispielsweise bei Kassenautomaten) oder gar für Maskenbelichter in der Halbleiterfertigung eingesetzt werden.
Mikrospiegelaktoren zur Lichtlenkung könnten in Zukunft auch in der Gebäudetechnik Verwendung finden: Die Spiegel sollen dabei zwischen den beiden Scheiben einer Isolierverglasung installiert werden und lassen sich wie oben beschrieben elektrostatisch schalten. Die Beleuchtung im Raum (Stärke und Richtung) würde dann von der Stellung der Spiegel abhängen. Diese Technologie lässt sich zwar bereits im Labormaßstab mit kleinen Prototypen anwenden, allerdings fehlt für den kommerziellen Einsatz noch eine großskalierte Herstellungsmethode der Spiegel.
Die Mikrospiegelaktor-basierte DLP wird außerdem im industriellen Bereich für die Additive Fertigung eingesetzt. Das Verfahren funktioniert nach dem gleichen Prinzip wie die Stereolithografie, jedoch wird als Lichtquelle ein DLP-Projektor verwendet. Im Selbstbau kann sich dazu durchaus auch ein handelsüblicher Beamer oder LCD-Bildschirm eignen.
Des Weiteren findet die Technik kommerzielle Verwendung in Mikroskopen für die neurowissenschaftliche Forschung zur optogenetischen Kontrolle der Aktivität von Nervenzellen durch Photostimulation.